# Física digital
En física y cosmología, la física digital (también denominada ontología digital o filosofía digital) es una colección de perspectivas teóricas basadas en la premisa de que el universo es fundamentalmente descriptible por información. Por lo tanto, según esta teoría, el universo puede ser concebido tanto como la salida de un programa computacional determinístico o probabilístico, es decir un vasto dispositivo de computación digital, o matemáticamente isomórfico a tal dispositivo.

## Historia
Cada ordenador debe ser compatible con los principios de la teoría de la información, la termodinámica estadística y la mecánica cuántica. Un enlace fundamental entre estos campos fue propuesto por Edwin Jaynes en dos artículos seminales en 1957. Además, Jaynes elaboró una interpretación de la teoría de probabilidad como lógica aristotélica generalizada, una visión muy conveniente para enlazar la física fundamental con los ordenadores digitales, dado que estos están diseñados para implementar las operaciones de lógica clásica y, equivalentemente, de álgebra Booleana.
La hipótesis de que el universo es un ordenador digital  fue propuesta inicialmente por Konrad Zuse en su libro Rechnender Raum (traducido al español como Calculando el Espacio). El término física digital fue empleado primero por Edward Fredkin, quién más tarde prefirió el término filosofía digital. Otros quienes han modelado el universo como un ordenador gigante fueron Stephen Wolfram, Jürgen Schmidhuber, y el Premio Nobel Gerard 't Hooft. Estos autores sostienen que la naturaleza aparentemente probabilista de la física cuántica no es necesariamente incompatible con la idea de computabilidad. Versiones cuánticas de las físicas digitales han sido recientemente propuestas por Seth Lloyd y Paola Zizzi.
Ideas relacionadas incluyen la teoría binaria de alternativos-ur de Carl Friedrich von Weizsäcker , pancomputacionalismo, teoría del universo computacional, el concepto de "It from bit" de John Archibald Wheeler , y la hipótesis del universo matemático de Max Tegmark .

### Visión general
La física digital sugiere que existe, al menos en principio, un programa para un ordenador universal que computa la evolución del universo. El ordenador podría ser, por ejemplo, un autómata celular enorme (Zuse 1967), o una máquina de Turing universal, como ha sido sugirido por Schmidhuber (1997), quien señaló que existe un programa muy corto que puede computar todos los universos computables posibles de una manera asimptóticamente óptima .